# Maria da Penha
Maria da Penha Maia Fernandes (Fortaleza, 1 de fevereiro de 1945) é uma ativista do direito das mulheres e farmacêutica brasileira que lutou para que seu agressor viesse a ser condenado. Maria da Penha tem três filhas e hoje é líder de movimentos de defesa dos direitos das mulheres, vítima emblemática da violência doméstica.
Em 7 de agosto de 2006, foi sancionada a Lei Maria da Penha, importante ferramenta legislativa no combate à violência doméstica e familiar contra mulheres no Brasil.
É fundadora do Instituto Maria da Penha, uma ONG sem fins lucrativos que luta contra a violência doméstica contra a mulher.
Em 20 de março de 2025, Maria da Penha recebeu o título de Doutora Honoris Causa da Universidade Federal do Ceará (UFC) uma das honrarias mais importantes da Instituição.
Em março de 2025, a chapa que levava seu nome foi eleita para diretoria do Centro Acadêmico Rodolfo Teófilo, centro acadêmico do curso de Farmácia da Universidade Federal do Ceará, instituição a qual Maria da Penha se formou como Farmacêutica Bioquímica.
Maria da Penha foi privilegiada com a indicação no programa "Os Cem Maiores Brasileiros de Todos os Tempos".

## Lei Maria da Penha
Em 1983, seu marido, o economista e professor universitário colombiano Marco Antonio Heredia Viveros, tentou matá-la duas vezes. Na primeira vez, atirou simulando um assalto; na segunda, tentou eletrocutá-la enquanto ela tomava banho. Por conta das agressões sofridas, Penha ficou paraplégica. Dezenove anos depois, no mês de outubro de 2002, quando faltavam apenas seis meses para a prescrição do crime, seu agressor foi condenado: Heredia foi preso e cumpriu apenas dois anos (um terço) da pena a que fora condenado; foi solto em 2004, estando hoje livre.
O episódio chegou à Comissão Interamericana de Direitos Humanos (CIDH) da Organização dos Estados Americanos (OEA) e foi considerado, pela primeira vez na história, um crime de violência doméstica. Hoje, Penha é coordenadora de estudos da Associação de Estudos, Pesquisas e Publicações da Associação de Parentes e Amigos de Vítimas de Violência (APAVV), no Ceará.
A lei reconhece a gravidade dos casos de violência doméstica e retira dos juizados especiais criminais (que julgam crimes de menor potencial ofensivo) a competência para julgá-los. Em artigo publicado em 2003, a advogada Carmem Campos apontava os vários déficits desta prática jurídica, que, na maioria dos casos, gerava arquivamento massivo dos processos, insatisfação das vítimas e banalização da violência doméstica.
Em setembro de 2016, Maria da Penha foi indicada para concorrer ao Prêmio Nobel da Paz.
Em 7 de agosto de 2024, em nome do Poder Judiciário, o presidente do Supremo Tribunal Federal (STF), Luís Roberto Barroso, pediu um pedido de desculpas à ativista Maria da Penha pela demora e por falhas da justiça brasileira na análise do seu caso de violência doméstica.